# Зразківська сільська рада
| Зразківська сільська рада — колишній орган місцевого самоврядування у Більмацькому районі Запорізької області з адміністративним центром у с. Зразкове. Водоймища на території, підпорядкованій даній раді: р. Конка. Сільській раді були підпорядковані населені пункти: - с. Зразкове - с. Верхньодрагунське - с. Діброва - с. Зелений Гай |

## Склад ради
Рада складалася з 12 депутатів та голови.

### Керівний склад ради
| ПІБ                     | Основні відомості                                                 | Дата обрання | Дата звільнення |
| ----------------------- | ----------------------------------------------------------------- | ------------ | --------------- |
| Буць Світлана Федорівна | Сільський голова, 1966 року народження, освіта, позапартійна      | 26.03.2006   | 31.10.2010      |
| Буць Світлана Федорівна | Сільський голова, 1966 року народження, освіта вища, позапартійна | 31.10.2010   |                 |

Примітка: таблиця складена за даними джерела